# Доктор Кто (6-й сезон)
Премьера шестого сезона британского научно-фантастического телесериала «Доктор Кто» состоялась 23 апреля 2011 года на каналах BBC One, BBC America и Space с показом серии «Невозможный астронавт», а заключительный эпизод «Свадьба Ривер Сонг» вышел в эфир 1 октября 2011 года. Между сериями «Хороший человек идёт на войну» и «Давайте убьём Гитлера» имеется 12-недельный хиатус, из-за чего данный сезон принято делить на две половины, но в отличие от следующего деление является условным. также в список серий 6-го сезона возрождённого сериала обычно включают рождественский выпуск 2010 года, «Рождественская песнь». Главным героем вновь стал Одиннадцатый Доктор в исполнении Мэтта Смита. Вместе со своими спутниками Эми и Рори он путешествует в пространстве и времени при помощи ТАРДИС, живой машины времени, выглядящей как британская синяя полицейская будка 1960-х. В этом сезоне также вернулась Алекс Кингстон, вновь исполнившая роль Ривер Сонг. Основной аркой сезона стала Тишина.

## Эпизоды
| № | #                                | Название                                                 | Режиссёр                         | Сценарист                        | Зрителей (миллионов)             | Индекс оценки (из 100)           | Дата выхода в эфир               |
| Рождественский спецвыпуск (2010) | Рождественский спецвыпуск (2010) | Рождественский спецвыпуск (2010)                         | Рождественский спецвыпуск (2010) | Рождественский спецвыпуск (2010) | Рождественский спецвыпуск (2010) | Рождественский спецвыпуск (2010) | Рождественский спецвыпуск (2010) |
| --- | -------------------------------- | -------------------------------------------------------- | -------------------------------- | -------------------------------- | -------------------------------- | -------------------------------- | -------------------------------- |
| 213 | —                                | «Рождественская песнь» «A Christmas Carol»               | Тоби Хэйнс                       | Стивен Моффат                    | 12,11                            | 83                               | 25 декабря 2010 года             |
| Космический лайнер с 4 000 человек на борту (включая Эми и Рори) попал в ловушку в наэлектризованной атмосфере одной из планет. Чтобы спасти корабль, Доктор вынужден иметь дело с жутким скрягой по имени Казран Сардик, у которого имеется устройство, способное менять погоду. Так как Казран отказывается использовать это устройство, Доктор отправляется в его прошлое, чтобы заставить Сардика стать добрее. |                                  |                                                          |                                  |                                  |                                  |                                  |                                  |
| Часть 1 |                                  |                                                          |                                  |                                  |                                  |                                  |                                  |
| 214а | 1                                | «Невозможный астронавт» «The Impossible Astronaut»       | Тоби Хэйнс                       | Стивен Моффат                    | 8,86                             | 88                               | 23 апреля 2011 года              |
| Во время пикника возле озера Силенсио Эми и Рори становятся свидетелем того, как неизвестный в космическом скафандре убивает Доктора прежде, чем тот смог регенерировать. Через некоторое время они встречают Доктора, живого и невредимого, который оказывается тоже был приглашён на тот пикник. Все трое вновь объединяются и направляются в 1969 год, где президенту США Ричарду Никсону постоянно звонит маленькая девочка и умоляет о помощи. В результате Повелитель времени и его спутники сталкиваются с расой существ, о которых не помнишь, если не видишь. Эми узнаёт, что беременна. |                                  |                                                          |                                  |                                  |                                  |                                  |                                  |
| 214б | 2                                | «День Луны» «Day of the Moon»                            | Тоби Хэйнс                       | Стивен Моффат                    | 7,3                              | 87                               | 30 апреля 2011 года              |
| После того, как Эми выстрелила в девочку, она, Рори и Ривер Сонг в течение трёх месяцев разыскивали агентов Тишины. Всё это время Доктор и ТАРДИС находились под замком в Зоне 51. После того, как Повелитель и его спутники вновь воссоединились, было решено уничтожить агентов Тишины, используя эффект 25-го кадра: они внедряют в прямую трансляцию первой высадки на Луну сообщение, из-за которого все люди начинают убивать Тишину как только увидят. Спустя полгода та самая девочка умирает и регенерирует.                                                                             |                                  |                                                          |                                  |                                  |                                  |                                  |                                  |
| 215 | 3                                | «Проклятие чёрной метки» «The Curse of the Black Spot»   | Джереми Уэбб                     | Стивен Томпсон                   | 7,85                             | 86                               | 7 мая 2011 года                  |
| Поймав сигнал бедствия ТАРДИС приземляется в XVII веке, на борту пиратского корабля под командованием капитана Генри Эйвери. Команду корабля терроризирует похожее на сирену существо, которое оставляет на человеке «чёрную метку», а позднее, как всем кажется, убивает их. Среди отмеченных существом людей оказываются Рори и сын капитана, Тоби, которые вскоре исчезают с корабля. Однако Доктор уже начинает догадываться, чем является таинственная сирена и почему она оставляет «чёрные метки».                                                                                         |                                  |                                                          |                                  |                                  |                                  |                                  |                                  |
| 216 | 4                                | «Жена Доктора» «'The Doctor's Wife'»                     | Ричард Кларк                     | Нил Гейман                       | 7,97                             | 87                               | 14 мая 2011 года                 |
| Доктор неожиданно получает сигнал, который, как он думает, отправили Повелители времени. Последовав к источнику сигналу он со спутниками оказывается на астероиде, используемом как свалка. На астероиде живёт только одна семья, о которой заботится некое интеллектуальное существо по прозвищу «Дом». Как вскоре оказывается Дому нужна еда и его пищей являются ТАРДИС Повелителей времени. И прежде, чем забрать машину времени Доктора, он переносит её сущность в одну из своих подопечных — девушку по имени Идрис.                                                                       |                                  |                                                          |                                  |                                  |                                  |                                  |                                  |
| 217а | 5                                | «Мятежная плоть» «The Rebel Flesh»                       | Джулиан Симпсон                  | Мэттью Грэм                      | 7,35                             | 85                               | 21 мая 2011 года                 |
| В результате космического феномена, называемого "солнечным цунами", Доктор и его спутники оказываются в XXII веке в монастыре, который используется как завод по добыче едких кислот. В связи с риском гибели на производстве все рабочие используют своих двойников (иначе Гангеров), созданных из вещества под названием Плоть и управляемых сознанием самих рабочих. Однако в результате воздействия радиации от очередного "солнечного цунами" не только происходит утечка кислоты, но и в Гангерах просыпается собственный разум и они начинают охотиться на настоящих рабочих.              |                                  |                                                          |                                  |                                  |                                  |                                  |                                  |
| 217б | 6                                | «Почти люди» «The Almost People»                         | Джулиан Симпсон                  | Мэттью Грэм                      | 6,72                             | 86                               | 28 мая 2011 года                 |
| Гангеры продолжают преследовать и убивать своих прототипов. Один из них является точной копией Доктора, а другой превратился в ужасного монстра. Ситуация усложняется тем, что у Эми начинаются схватки. Однако не всё так просто, как кажется на первый взгляд — Эми на самом деле не та, за кого себя выдаёт. И с этим как то связана неизвестная в глазной повязке. |                                  |                                                          |                                  |                                  |                                  |                                  |                                  |
| 218 | 7                                | «Хороший человек идёт на войну» «A Good Man Goes to War» | Питер Хоар                       | Стивен Моффат                    | 7,51                             | 88                               | 4 июня 2011 года                 |
| Эми содержат на астероиде Прибежище Демонов, так как Кавариан (неизвестной с повязкой на глазу) нужна её дочь, Мелоди, в которой имеется частичное ДНК Повелителей времени. Доктор намерен вызволить свою спутницу и её новорождённую дочь и просит о помощи силурианку Вастру, её жену-человека Дженни, сонтаранца-медика Стракса и Ривер Сонг. Ривер отказывает ему по непонятной причине. |                                  |                                                          |                                  |                                  |                                  |                                  |                                  |
| Часть 2 |                                  |                                                          |                                  |                                  |                                  |                                  |                                  |
| 219 | 8                                | «Давай убьём Гитлера» «'Let's Kill Hitler'»              | Ричард Сениор                    | Стивен Моффат                    | 8,1                              | 85                               | 27 августа 2011 года             |
| Вновь встретившись со своими спутниками, Эми и Рори, Доктор знакомится с их подругой детства, девушкой Мэлс, которая предлагает им отправится в 1938 год в Берлин, якобы для того, чтобы убить Гитлера. В том же времени оказывается и Теселекта (точная копия человека, которой изнутри словно кораблём управляет уменьшенный экипаж). Столкнувшись с ней Гитлер случайно ранит Мэлс и она регенерирует в Ривер Сонг. Однако это не та Ривер, которую Доктор, Эми и Рори знали: она следует программе и всеми способами пытается убить Доктора.                                                  |                                  |                                                          |                                  |                                  |                                  |                                  |                                  |
| 220 | 9                                | «Ночные кошмары» «Night Terrors»                         | Ричард Кларк                     | Марк Гэтисс                      | 7,07                             | 86                               | 3 сентября 2011 года             |
| Мальчик по имени Джордж утверждает, что в его шкафу водятся монстры, но никто ему не верит. Однако страх мальчика настолько велик, что его крик о помощи отображается на психобумаге Доктора. И теперь Повелителю времени не только предстоит найти мальчика и спасти его, но и доказать, что монстры в шкафу реальны. |                                  |                                                          |                                  |                                  |                                  |                                  |                                  |
| 221 | 10                               | «Девочка, которая ждала» «The Girl Who Waited»           | Ник Харран                       | Том Макрэй                       | 7,6                              | 85                               | 10 сентября 2011 года            |
| Оказавшись на планете Аполуция, Доктор, Эми и Рори обнаруживают, что планета находится на карантине из-за смертельной чумы, которая убивает жителей с двумя сердцами за пару дней. Эми случайно попадает к тем людям, которые считаются больными и живут в ускоренном потоке времени, проживая за оставшееся им время целые десятилетия. Теперь Доктору нужно спасти свою спутницу и при этом не умереть самому, ведь у него тоже два сердца и он уязвим перед болезнью. |                                  |                                                          |                                  |                                  |                                  |                                  |                                  |
| 222 | 11                               | «Комплекс Бога (Доктор Кто)» «The God Complex»           | Ник Харран                       | Тоби Уитхауз                     | 6,77                             | 86                               | 17 сентября 2011 года            |
| ТАРДИС приземляется внутри инопланетного сооружения, планировка которого в точности повторяет таковую у отелей 1980-х. Расположение комнат постоянно меняется, из-за чего Доктор, Эми и Рори понимают, что не могут в ближайшее время вернуться обратно в ТАРДИС. Вскоре выясняется, что комнаты и коридоры не только являются лабиринтом, но и имеют своего обитателя — существо, похожее на Минотавра и питающееся верой людей на спасение. Повелитель времени с ужасом понимает, что вера его спутников в то, что он их спасёт, может привести их к гибели.                                    |                                  |                                                          |                                  |                                  |                                  |                                  |                                  |
| 223 | 12                               | «Время на исходе» «Closing Time»                         | Стив Хьюз                        | Гарет Робертс                    | 6,93                             | 86                               | 24 сентября 2011 года            |
| Доктор оставил своих спутников в их родном времени и около 200 лет путешествует в одиночку. Понимая, что вскоре он должен будет отправиться к озеру Силенсио и умереть там, он решил навестить своего друга Крейга Оуэнса. Вместе с ним Повелитель времени находит в местном супермаркете киберматов (существ, созданных при помощи технологий киберлюдей) и неприятности. Тем временем мадам Ковариан и агенты Тишины одевают Ривер в космический скафандр, при помощи которого могут управлять всеми её движениями.                                                                             |                                  |                                                          |                                  |                                  |                                  |                                  |                                  |
| 224 | 13                               | «Свадьба Ривер Сонг» «The Wedding of River Song»         | Джереми Уэбб                     | Стивен Моффат                    | 7,67                             | 86                               | 1 октября 2011 года              |
| Из-за того, что Ривер не убила Доктора, временная линия последнего изменилась и в результате в одной эпохе живут римляне, силурианцы, Уинстон Черчилль, а время застряло между двумя секундами. Доктор считает. что если что-нибудь не предпринять, вся Вселенная погибнет. И похоже единственный шанс вернуть всё назад — он должен жениться на Ривер Сонг. |                                  |                                                          |                                  |                                  |                                  |                                  |                                  |

### Мини-эпизоды
| Название | Режиссёр      | Сценарист          | Дата выхода в эфир  |
| --- | ------------- | ------------------ | ------------------- |
| «Пространство и время» «Space / Time» | Ричард Сениор | Стивен Моффат      | 18 марта 2011 года  |
| Во время очередного путешествия Доктор, Эми и Рори попадают в необычную ситуацию: столкнувшись с неизвестной опасностью ТАРДИС материализуется внутри себя самой. |               |                    |                     |
| «Смерть — единственный ответ» «Death Is the Only Answer» | Джереми Уэбб  | Ученики школы Окли | 1 октября 2011 года |
| В этом мини-эпизоде рассказывается о встрече Доктора с Альбертом Эйнштейном                                                                                       |               |                    |                     |
| «Ночь и Доктор» «Night and the Doctor» | Ричард Сениор | Стивен Моффат      | 21 ноября 2011 года |
| Пять мини-эпизодов, показывающих как Доктор и Ривер Сонг проводили ночи вместе после их свадьбы.                                                                  |               |                    |                     |

### Приквелы
Незадолго до выхода некоторых серий в сети появились их приквелы.
| Название | Режиссёр      | Сценарист      | Дата выхода в эфир    |
| --- | ------------- | -------------- | --------------------- |
| «Приквел к серии «Невозможный астронавт»» «The Impossible Astronaut prequel» | Неизвестно    | Стивен Моффат  | 25 марта 2011 года    |
| Президенту Никсону звонит маленькая девочка и просит о помощи. Во время разговора за спиной президента появляется агент Тишины. |               |                |                       |
| «Приквел к серии «Проклятие чёрной метки»» «The Curse of the Black Spot prequel» | Неизвестно    | Стивен Томпсон | 30 апреля 2011 года   |
| Капитан Эйвери заносит в судовой журнал информацию о том, что на экипаж его корабля нападает сирена, оставляет чёрные метки, а затем убивает                                                                                       |               |                |                       |
| «Приквел к серии «Хороший человек идёт на войну»» «A Good Man Goes to War prequel» | Маркус Уилсон | Стивен Моффат  | 28 мая 2011 года      |
| Дориум встречается с двумя безголовыми монахами и передаёт им мозг джудуна, в котором содержится протокол безопасности. Он предупреждает монахов, что всегда есть человек, которого лучше не злить.                                |               |                |                       |
| «Приквел к серии «Давай убьём Гитлера»» «'Let's Kill Hitler prequel'» | Стив Хьюз     | Стивен Моффат  | 15 августа 2011 года  |
| Эми звонит в ТАРДИС и просит Доктора найти Мелоди. Хотя она и знает, что её дочь рано или поздно станет Ривер Сонг, но мысль, что девочка будет расти без неё, для Эми невыносима. Доктор слышал просьбу Эми, но не поднял трубку. |               |                |                       |
| «Приквел к серии «Свадьба Ривер Сонг»» «The Wedding of River Song prequel» | Маркус Уилсон | Стивен Моффат  | 24 сентября 2011 года |
| В Зоне 52 время застыло между секундами на отметке 17:02. Агенты Тишины находятся в стазисе, а главной на объекте является Ривер Сонг с точно такой же повязкой на глазу, как у мадам Ковариан.                                    |               |                |                       |

## Кастинг
Мэтт Смит и Карен Гиллан вернулись к своим ролям Одиннадцатого Доктора и Эми Понд соответственно. Для обоих шестой сезон стал вторым, в котором они принимают участие. Также Артур Дарвилл, в пятом сезоне периодически появлявшийся в роли жениха Эми Рори Уильямса, был повышен до актёра основного состава и официально принял на себя роль одного из спутников Доктора. Как признался актёр, он «держал пальцы скрещенными» когда объявляли актёров основного состава. Алекс Кингстон вновь сыграла роль Ривер Сонг, Джеймс Корден вернулся к образу Крейга Оуэнса в эпизоде «Время на исходе», а у Саймона Каллоу. сыгравшего Чарльза Диккенса в серии «Беспокойные мертвецы», в сезоне имеется небольшое камео.
В качестве гостей в эпизод «Рождественская песнь» были приглашены Майкл Гэмбон и Кэтрин Дженкинс. В актёрском составе последующих эпизодов можно увидеть имена Майкла Шина, Имельды Стонтон, Серан Джонс, Дэвида Уолльямса, Хью Бонневилля, Лили Коул, Марка Шеппарда и Дэниэла Мэйса.

## Производство

### Начальный этап и написание сценария
Стивен Моффат о пятом и шестом сезонах:

Ладно, мы немного пробились через ярмарочную суету, ранее мы катались на американских горках, теперь наш транспорт — призрачный поезд. В некотором смысле, в прошлом году всё было направлено на то, чтобы все поняли, что не нужно волноваться, что это всё ещё оно, то самое шоу, что ничего не изменилось. Уход Дэвида Теннанта, ведущего актёра шоу, мог стать катастрофой, если бы, конечно, не пришёл другой ведущий актёр шоу, Мэтт Смит. Не было большей радости, чем смотреть как он встаёт на ноги и берёт под свой контроль ТАРДИС. И теперь он снова здесь, отчасти, и галстуки-бабочки — это круто, он готов показать нам то, о существовании чего мы даже не подозревали. В прошлом году мы доказали то, что хотели доказать, в этом же, чёрт возьми, перевернём все ваши представления о мире. Откуда нам знать, что он за человек и на что он способен? Мы возвращаем Доктору его «кто?».
Оригинальный текст (англ.)Well we've moved through the funfair a bit – we've done the rollercoaster, now we're on the ghost train. Last year, in a way, was all about saying, don't worry, it's still him, it's still the same show, nothing's really been lost. Losing a leading man like David Tennant is seismic – unless you gain a leading man like Matt Smith. It's been the biggest joy to see him stride in and just claim that TARDIS for his own. But now he's really here, and the part is his, and the bow tie is cool, he's ready to lead us places we didn't know existed. Last year we reassured you – this year, to hell with that, we're going to worry the hell out of you. How well do we really know that man, or what he's capable of? We're putting the "who?" back in the Doctor

Сериал был продлён на шестой сезон в марте 2010 года, ещё до выхода пятого сезона. Питер Беннет и Трейси Симпсон покинули пост продюсеров сериала, поэтому на время съёмок рождественского спецвыпуска 2010 года и первых двух снятых эпизодов нового сезона («Жена Доктора» и «Ночные кошмары») продюсером числилась Санни Воленберг. Остальные эпизоды были спродюсированы Марком Уилсоном, во время производства серии «Комплекс Бога» его заменяла Дениз Пол. На пост художника-постановщика вместо Эдварда Томаса пришёл Майкл Пиквуд. По словам главного сценариста и исполнительного продюсера сериала Стивена Моффата, цель предыдущего сезона заключалась в том, чтобы доказать, что, несмотря на все производственные изменения, это всё ещё прежний «Доктор Кто». В то же время Моффат хотел добавить «призрачности» в сериал, «взбудоражить» зрителей. В результате пятый и шестой сезон стали более последовательными. Общая сюжетная арка была вдохновлена положительными реакциями поклонников на появление Доктора из финала пятого сезона в более раннем эпизоде («Плоть и камень»). Также Моффат решил в шестом сезоне «дать передышку» заклятым врагам доктора, далекам, так как по его мнению слишком частое появление этих инопланетян в возрождённом сериале сделало их «врагами Доктора с наибольшими шансами потерпеть неудачу».
Шестой сезон продолжает сюжетную линию Тишины, намёки на которую были в пятом сезоне. Моффат не хотел завершать её в «Большом взрыве», поскольку «увлекательнее» было бы продолжить её в новых сериях. Также в его планы входило «долгожданное» раскрытие тайны Ривер Сонг; как он признался при создании персонажа Эми он специально выбрал для неё фамилию Понд, чтобы намекнуть на связь между Ривер и Эми. По словам шоураннера «ответ столь же сложен, как и вопрос». Единственной из актёрского состава, кому сообщили тайну происхождения Ривер Сонг, стала Алекс Кингстон (исполнительница роли) и ей было запрещено раскрывать её кому бы то ни было. Также при читке сценария серии «Хороший человек идёт на войну» большинству актёров специально раздали текст с ложной концовкой, только некоторые получили настоящий сценарий.
Мэтью Грэм ранее был приглашён для работы над одним из эпизодов пятого сезона, однако отказался из-за плотного графика. Впоследствии Моффат предложил ему написать сценарий для серий шестого сезона (дилогии «Мятежная плоть» / «Почти люди»). Эпизод «Жена Доктора», сценаристом которого стал Нил Гейман, первоначально была запланирована для показа в рамках пятого сезона, однако из-за проблем с бюджетом её заменили на более дешёвого в плане производства «Квартиранта». В результате в сценарий «Жены Доктора» потребовалось внести некоторые изменения, в частности нужно было добавить Рори, который в шестом сезоне стал постоянным персонажем и полноценным спутником Доктора. В процессе производства сезона последовательность эпизодов несколько раз менялась. Прежде всего поменяли местами серии «Проклятие чёрной метки» и «Ночные кошмары», так как по мнению Моффата вторая половина сезона в изначальном варианте получалась излишне мрачной. Так как линейность повествования несколько нарушилась, это потребовало внесения очередных изменений в сценарий, по большей части в «Ночные кошмары».
Моффат обязательно хотел начать сезон с дилогии из-за того, что истории из нескольких частей имеют вес как в плане объёма, так и в плане сюжета. Также по задумке шоураннера эти эпизоды должны были стать самыми мрачными в сезоне. В противоположность этому следующий эпизод, «Проклятие чёрной метки» позволил бы персонажам «ответить ударом на удар и получить увлекательное приключение». В центре истории Геймана находилась ТАРДИС, а также возможность Доктора и его машины времени пообщаться друг с другом. Дилогия Грэма должна была подвести зрителя к событиям серии «Хороший человек идёт на войну», но его основной идеей должны были стать «мятежные суррогаты». Грэм взял эту идею и перенёс место действия во внутренние помещения средневекового монастыря и добавил концепцию «плоти». В свою очередь «Хороший человек идёт на войну» должен был не только раскрыть тайну происхождения Ривер Сонг, но и показать то, что происходит, когда чаша терпения Доктора оказывается переполнена. Моффат описал серию как «меняющую всё кульминацию» и, так как кульминация не может быть в финале сезона, шоураннер разделил сезон на две половины, сделав эпизод «Хороший человек идёт на войну» заключительным в первой половине.
Премьерный эпизод второй половины, «Давай убьём Гитлера» был снят таким образом, чтобы составить контраст мрачным и серьёзным «Невозможному астронавту» и «Дню луны». «Ночные кошмары» Гэтисса планировался как страшный эпизод, в нём впервые в истории «Доктора Кто» в качестве пугающего элемента были использованы живые куклы. Серия «Девочка, которая ждала» стала одним из так называемых эпизодов с «пониженной докторностью» — Доктор практически не появляется, а сюжет в основном вращается вокруг персонажей Эми и Рори и их отношений. «Комплекс Бога» Уитхауса первоначально планировался как пятый эпизод сезона, но из-за того, что в первой половине уже были похожие эпизоды, серию было решено показать позже. «Время на исходе» стал своеобразным продолжением «Квартиранта», эпизода из предыдущего сезона. Его сценарист, Гаррет Робертс, поскольку никто из знакомых врагов Доктора не вернулся в этом сезоне, решил добавить во «Время на исходе» киберлюдей, так как «cмысл в том, что Доктор должен спасти мир прежде, чем достойно встретить свой конец». Финальный эпизод Моффат описал как «безумную поездку на американских горках с Доктором Кто». Эта серия завершает сюжетную арку сезона, но в то же время оставляет некоторые тайны нераскрытыми.
1. ↑  Слово River с английского переводится как «река», а слово Pond — как «пруд, бассейн». Оба обозначают некий водоём

### Съёмки
Первым отснятым эпизодом стали «Ночные кошмары». Его съёмки проходили в сентябре 2010 года в городе Бристоле (Сомерсет), некоторые сцены были отсняты в Дайрхем Парке. Серию «Жена Доктора» снимали в том же месяце, а полностью завершили её производство в октябре. Первую историю сезона, состоящую из двух частей, снимали в США, в штате Юта (впервые в истории программы), а бюджет на её производство был выделен каналом BBC America, которому принадлежат права на показ «Доктора Кто» в США. Дилогия «Мятежная плоть» / «Почти люди» снималась с ноября 2010 года по январь 2011 года, в качестве основных декораций использовались внутренние помещения замка Кайрфилли. «Проклятие чёрной метки» снимали в Конуолле и помещениях Upper Boat Studios начиная с середины января 2011 года, в то же время в ангаре в Кардиффе начались съёмки эпизода «Хороший человек идёт на войну». Для «Комплекса Бога» были построены декорации, повторяющие обстановку отелей 1980-х, а для малобюджетного «Девочка, которая ждала» использовались комнаты с голыми стенами, покрашенными в белый цвет. «Время на исходе» снимался в марте ночью в супермаркете, а также в одном из частных домов Кардиффа; позднее проходили досъёмки для этого эпизода. В эпизоде «Давайте убьём Гитлера» в качестве Берлина использовалась панорама Кардиффа и Суонси, а также Храм Мира. Последней серией стала «Свадьба Ривер Сонг», её съёмки завершились 26 апреля 2011 года. Однако из-за необходимости снять дополнительные сцены для «Давайте убьём Гитлера» съёмочный процесс завершился лишь 11 июля 2011 года.
Сезон был разбит на производственные блоки следующим образом:
| Блок | Название                                                 | Режиссёр                   | Сценарист                    | Продюсер        | Код       |
| ---- | -------------------------------------------------------- | -------------------------- | ---------------------------- | --------------- | --------- |
| X    | «Рождественская песнь»                                   | Тоби Хэйнс                 | Стивен Моффат                | Санни Воленберг | 2X        |
| 1    | «Ночные кошмары» «Жена Доктора»                          | Ричард Кларк               | Марк Гэтисс Нил Гейман       | Санни Воленберг | 2.4 2.3   |
| 2    | «Невозможный астронавт» «День Луны»                      | Тоби Хэйнс                 | Стивен Моффат                | Маркус Уилсон   | 2.1 2.2   |
| 3    | «Мятежная плоть» «Почти люди»                            | Джулиан Симпсон            | Мэттью Грэм                  | Маркус Уилсон   | 2.5 2.6   |
| 4    | «Хороший человек идёт на войну» «Проклятие чёрной метки» | Питер Хоар Джереми Уэбб    | Стивен Моффат Стивен Томпсон | Маркус Уилсон   | 2.7 2.9   |
| 5    | «Комплекс Бога» «Девочка, которая ждала»                 | Ник Харран                 | Тоби Уитхауз                 | Маркус Уилсон   | 2.11 2.10 |
| 6    | «Время на исходе»                                        | Стив Хьюз                  | Гарет Робертс                | Дениз Пол       | 2.12      |
| 7    | «Свадьба Ривер Сонг» «Давай убьём Гитлера»               | Джереми Уэбб Ричард Сениор | Стивен Моффат                | Маркус Уилсон   | 2.13 2.8  |

## Продвижение
Первый трейлер к шестому сезону «Доктора Кто» был показан сразу же после спецвыпуска «Рождественская песнь». В декабре 2010 года BBC America начал рекламную кампаню с участием Мэтта Смита и Карен Гиллан, раскрыв, что очередное приключение их персонажей будет в США. 22 марта 2011 года в 21:00 на канале BBC One состоялась премьера 15-секундного тизер-трейлера, 30 марта — минутного трейлера. 1 апреля 2011 года канал BBC America выпустил свой вариант трейлера. Кроме того, в апреле в Великобритании транслировалось два варианта радио-трейлера.
10 июня 2011 года состоялась премьера 30-секундного тизер-трейлера ко второй половине сезона. Также в конце июня, в целях продвижения 2 половины сезона, актёры Мэтт Смит, Карен Гиллан, исполнительные продюсеры Пирс Уэнер и Бет Уиллис и сценарист эпизода «Комплекс Бога» Тоби Уитхауз посетили Международный комик-кон в Сан-Диего 2011 года. на комик-коне они продемонстрировали новый трейлер и отрывок из «Комплекса Бога». 4 августа 2011 года вышел очередной трейлер от BBC One, 12 августа — от BBC America. Также в августе транслировалась альтернативная версия трейлера от CBBC.
Также в целях продвижения некоторых эпизодов на официальном сайте BBC выходили короткие приквелы. Первый из них, приквел к «Невозможному астронавту», вышел 25 марта 2011 года. Кроме него были выпущены приквелы к сериям «Проклятие чёрной метки», «Хороший человек идёт на войну», «Давайте убьём Гитлера» и «Свадьба Ривер Сонг».

## Релиз
Как того требовал сюжет, сезон был разбит на две половины, одна из которых транслировалась весной, начиная с 23 апреля 2011 года, а вторая — осенью, начиная с 27 августа.

### Международный показ
Американская премьера шестого сезона состоялась на канале BBC America одновременно с британской. Это был первый случай, не считая рождественского спецвыпуска 2010 года, когда американская и британская премьеры серий «Доктора Кто» были назначены на один день. Тем не менее на американском ТВ серии «Почти люди» и «Хороший человек идёт на войну» вышли на неделю позже из-за Дня поминовения. В Канаде шестой сезон транслировался телеканалом Space с 23 апреля 2011 года, в Австралии — телеканалом ABC1 с 30 апреля, в Новой Зеландии — телеканалом Prime с 19 мая.
Премьера второй половины сезона, эпизод «Давайте убьём Гитлера», состоялась на BBC America и Space 27 августа 2011 года, также одновременно с британской. ABC1 показал эпизод 3 сентября, а Prime — 15 сентября 2011 года.
Некоторые телеканалы, ведущиe трансляции в международном масштабе, в том числе и BBC America, добавляли перед каждой серией краткое вступление от лица Эми Понд. Это вступление было одобрено шоураннером сериала Стивеном Моффатом, который посчитал это «чертовски хорошей идеей» и шансом привлечь к просмотру сериала новых зрителей, несмотря на то, что ярым поклонникам «Доктора Кто» это могло не понравится. Расселл Ти Дейвис также является поклонником данных вступлений.

### DVD и Blu-ray
Первая половина сезона, содержащая первые семь эпизодов, вышла на DVD и Blu-Ray 11 июля 2011 года под названием «Доктор Кто: Шестой сезон. Часть 1». Издание в качестве дополнительного контента содержало две короткометражки под общим названием «Сведения о монстрах», рассказывающих о Тишине и Гангерах. Оставшиеся эпизоды вышли отдельным изданием («Доктор Кто: Шестой сезон. Часть 2») 10 октября 2011 года, также содержащим «Сведения о монстрах» — об антителах Теселекты и киберматах. Набор из 6 дисков, включающий все 13 эпизодов сезона и рождественский спецвыпуск 2010 года, был выпущен 21 ноября 2011 года (Регион 2), 22 ноября 2011 года (Регион 1) и 1 декабря 2011 года (Регион 4). В рамках этого полного издания вышла ограниченная серия DVD, на обложке которого был изображён агент Тишины и которое в качестве дополнительного контента содержало 5 изображений в формате 3D. Кроме того полное издание включало мини-эпизоды «Пространство и время» и «Ночь и Доктор», все четыре короткометражки «Сведения о монстрах», приквелы, трейлеры и краткие версии четырнадцати выпусков «Доктор Кто: Конфиденциально» (плюс один спецвыпуск, посвящённый мини-эпизодам «Ночь и Доктор»).
| Доктор Кто: Полный шестой сезон                                                                                       | | | | | |
| Информация об издании                                                                                                 | Информация об издании                                                                                                 | Дополнительный контент | Дополнительный контент | Дополнительный контент | Дополнительный контент |
| - 14 эпизодов (включая «Рождественскую песнь») - Набор из 6 дисков - Изображение в формате 16:9 - Английские субтитры | - 14 эпизодов (включая «Рождественскую песнь») - Набор из 6 дисков - Изображение в формате 16:9 - Английские субтитры | - Комментарии к эпизодам «Невозможный астронавт», «Жена Доктора», «Мятежная плоть», «Хороший человек идёт на войну» и «Свадьба Ривер Сонг» - «Ночь и Доктор» - 5 приквелов - «Пространство и Время» - Сведения о монстрах (Тишина, Гангеры, антитела Теселекты, киберматы) - Трейлеры - 14 выпусков «Доктор Кто: Конфиденциально» + 1 спецвыпуск о мини-эпизоде «Ночь и Доктор» | - Комментарии к эпизодам «Невозможный астронавт», «Жена Доктора», «Мятежная плоть», «Хороший человек идёт на войну» и «Свадьба Ривер Сонг» - «Ночь и Доктор» - 5 приквелов - «Пространство и Время» - Сведения о монстрах (Тишина, Гангеры, антитела Теселекты, киберматы) - Трейлеры - 14 выпусков «Доктор Кто: Конфиденциально» + 1 спецвыпуск о мини-эпизоде «Ночь и Доктор» | - Комментарии к эпизодам «Невозможный астронавт», «Жена Доктора», «Мятежная плоть», «Хороший человек идёт на войну» и «Свадьба Ривер Сонг» - «Ночь и Доктор» - 5 приквелов - «Пространство и Время» - Сведения о монстрах (Тишина, Гангеры, антитела Теселекты, киберматы) - Трейлеры - 14 выпусков «Доктор Кто: Конфиденциально» + 1 спецвыпуск о мини-эпизоде «Ночь и Доктор» | - Комментарии к эпизодам «Невозможный астронавт», «Жена Доктора», «Мятежная плоть», «Хороший человек идёт на войну» и «Свадьба Ривер Сонг» - «Ночь и Доктор» - 5 приквелов - «Пространство и Время» - Сведения о монстрах (Тишина, Гангеры, антитела Теселекты, киберматы) - Трейлеры - 14 выпусков «Доктор Кто: Конфиденциально» + 1 спецвыпуск о мини-эпизоде «Ночь и Доктор» |
| Даты выхода на DVD | | | | | |
| Регион 1 | Регион 1 | Регион 2 | Регион 2 | Регион 4 | Регион 4 |
| 22 ноября 2011 года                                                                                                   | 22 ноября 2011 года                                                                                                   | 24 ноября 2011 года | 24 ноября 2011 года | 1 декабря 2011 года | 1 декабря 2011 года |

## Отзывы

### Рейтинги
«Рождественскую песнь» посмотрело 12,11 миллионов зрителей, что сделало её четвёртым по популярности рождественским спецвыпуском после «Путешествия проклятых», «Следующего Доктора» и обеих частей «Конца времени». Эта цифра увеличилась после того, как были учтены те зрители, которые посмотрели эпизод в повторе. Серия «Невозможный астронавт» собрала у телеэкранов 8,86 миллионов британских зрителей и стала самым популярным эпизодом сезона. Кроме того, «Невозможный астронавт» только в апреле посмотрело 1,379 миллиона пользователей сервиса BBC iPlayer. Некоторые эпизоды набирали менее 7 миллионов просмотров, самые низкие рейтинги наблюдались у серии «Почти люди» (6,72 миллионов зрителей).
Сезон также получил довольно высокий индекс оценки — все эпизоды, кроме рождественского спецвыпуска 2010 года, достигал 85 и выше. что соответствует оценке «превосходно». Самый высокий индекс оценки (88) получили «Невозможный астронавт» и «Хороший человек идёт на войну». Однако результат финала сезона по сравнению с финалами предыдущих сезонов оказался довольно низким.
Канадскую премьеру «Невозможного астронавта» посмотрело 538 000 зрителей, что сделало его самым просматриваемым эпизодом как «Доктора Кто», так и года. Премьеру на BBC увидело 1,3 миллиона зрителей (1,8 миллиона с учётом зрителей DVR), став шоу с самым высоким рейтингом. Вторая половина сезона стала одним из самых рейтинговых шоу третьего квартала 2011 года. Кроме того, «Доктор Кто» в 2011 году стал лидером по количеству загрузок с американского сервиса iTunes, при этом пользователи наиболее часто загружали эпизоды шестого сезона.

### Отзывы критиков
Дэйв Голюер из SFX в своём обзоре первой половины сезона похвалил направление, которое взял Моффат, отметив, что шоу стало «более впечатляющим визуально и более богатым в плане сюжета, чем когда-либо». Дэн Мартин, пишущий для The Guardian, положительно отозвался о первой половине шестого сезона, но «Проклятие чёрной метки» он назвал «потраченной впустую возможностью» и рискованной попыткой сериализировать сюжет. Также он положительно оценил тот путь, который проделали Эми, Рори и Доктор, после предыдущего сезона.
Критик из Zap2it Сэм Макферсон, несмотря на несколько «рваное» повествование, назвал сезон «самым сильным» с момента возрождения шоу в 2005 году. Ниэла Дебнат, пишущая для The Independent, раскритиковала финал сезона, но при этом отметила качественную проработку персонажей и «кинематографичность» сезона. Кроме того, она положительно оценила динамику отношений между Доктором, Эми и Рори, ранее, по её мнению, не замеченную в шоу и позволившую «Доктору Кто» выглядеть более «многогранным». Чарли Джейн Эндерс в своей рецензии для io9 описала шестой сезон как «самую необычную и структурно амбициозную эру в истории „Доктора Кто“» и похвалила то, как сюжет концентрировался на Докторе. Джон Шинотт из DVD Talk дал сезону четыре из пяти звёзд, написав, что он «не дотягивает до высот пятого», но при этом «определённо всё ещё хорош (и на световые годы опережает любой ныне выходящий научно-фантастический сериал)». Несмотря на то, что он назвал эпизоды «остроумными, непредсказуемыми и… более чем удовлетворительными», критик посчитал побочные сюжетные линии «излишне замысловатыми», даже запутанными, и «кажется, что тайна человека в космическом скафандре больше никого не интересует, всё внимание [сосредоточено] на мимолётных событиях». Также он нашёл сюжеты эпизодов «Ночные кошмары», «Девочка, которая ждала» и «Комплекс Бога» слишком похожими.
В своём обзоре всего сезона Йен Берримен из SFX был настроен более критически, дав ему три с половиной звезды из пяти. В первую очередь критику не понравилась сюжетная арка сезона, которую он нашёл излишне сложной, неудовлетворительной и не дающей необходимого «эмоционального отклика». По мнению Андерс сезон в целом пострадал из-за того, что персонажи Ривер и Эми были показаны неправдоподобно. Издание Digital Spy поставило «Доктора Кто» на восьмое место в списке самых лучших шоу 2011 года, отметив, что сезон был «чем-то вроде ассорти», включающим эпизоды переменного качества, и похвалив работу актёров: «Мэтт Смит работал на пике своих возможностей — это легко, если уверен в том, что имеешь успех у зрителей — а Рори Уильямс в исполнении Артура Дарвилла уже на первом году в сериале сумел показать себя на уровне актёров основного состава». По мнению Гэвина Фулера, пишущего для The Daily Telegraph, финал сезона стал «неровным окончанием нестройного сезона, который всё время рисковал стать слишком сложным, но при этом оставался одним из самых творческих и уникальных сезонов на телевидении». Сезон также подвергся критике со стороны зрителей и прессы за то, что был «слишком страшным» для маленьких детей, «слишком сложным» и рискующим отпугнуть случайных зрителей. Арнольд Т. Блюмбург из IGN заявил, что шестой сезон «вызвал у поклонников смешанные чувства», и по его мнению «шоу никогда не имело столь неровно написанный сценарий и никогда настолько не дистанцировалось в плане эмоций».

### Награды и номинации
В 2011 году спецвыпуск «Рождественская песнь» был номинирован на премию «Хьюго» за лучшую постановку (краткая форма), но проиграл финальной дилогии пятого сезона «Пандорика открывается» / «большой взрыв». В 2012 году на ту же премию были номинированы эпизоды «Жена Доктора», «Хороший человек идёт на войну» и «Девочка, которая ждала». В итоге победу одержала «Жена Доктора», которая в 2011 году также получила Премию имени Рэя Бредбери.
На премию BAFTA Cymru было номинировано сразу два эпизода шестого сезона: «Свадьба Ривер Сонг» была представлена в номинации «Лучший звуковой монтаж», а «Невозможный астронавт» — в номинации «Лучшая ТВ-драма». Обе серии не получили награду, однако связанная с событиями сезона игра «Пороховой заговор» из серии Doctor Who: The Adventure Games выиграла в номинации «Лучшая игра и цифровой контент». Сезон также был номинирован на премию «Сатурн» как лучший телесериал, ориентированный на молодую аудиторию. Шоураннер «Доктора Кто» Стивен Моффат был номинирован на премию Королевского общества работников телевидения в категории «Лучший сценарист (драма)», но в итоге премию получил Питер Боукер, работавший над телефильмом «Эрик и Эрни». Кроме того Карен Гиллан была номинирована на канадскую премию Constallation Awards 2011 года в категории «Лучшая актёрская игра актрисы в эпизоде научно-фантастического сериала» за эпизод «Девочка, которая ждала». На тут же премию номинировался «Доктор Кто» как «лучший научно-фантастический сериал». Гиллан и Мэтт Смит получили номинации на премию TV Choice Awards 2012 как лучшие актёр и актриса, а «Доктор Кто» — как лучшая семейная драма.

## Саундтрек
19 декабря 2011 года лейбл Silva Screen Records выпустил саундтрек к шестому сезону сезону, включающий многие треки из серий начиная с «Невозможного астронавта» и кончая «Свадьбой Ривер Сонг». Музыка, прозвучавшая в эпизоде «Рождественская песнь», вышла отдельным диском.